# Excalibur Series III
Der Excalibur Series III ist ein Pkw der US-amerikanischen Excalibur Automobile Corporation.

## Beschreibung
Im Modelljahr 1975 erschien die dritte Serie des Excalibur als Nachfolger des Excalibur Series II. Das Design entsprach abgesehen von geringfügigen Modifikationen dem der Serie II. Eine Quelle meint dagegen, dass das Aussehen mehr dem Mercedes-Benz 380 K glich. Weiterhin wurden der Roadster und der erfolgreichere Phaeton angeboten. Die wesentlichen Änderungen gegenüber der Serie II bezogen sich auf die Antriebstechnik und – vor allem – die Anpassung der Karosserie an die amerikanischen Sicherheitsbestimmungen. So wurden vorn und hinten massive Stoßstangen aus Aluminium installiert. Die vorderen Kotflügel waren nun seitlich verkleidet, um Verletzungsgefahren zu reduzieren. Schließlich gab es schulterhohe Einzelsitze mit Sicherheitsgurten. Die Maßnahmen machten die Excalibur-Modelle spürbar schwerer und unhandlicher; das Leergewicht wuchs um nahezu 800 kg auf mehr als zwei Tonnen.
Als Antrieb diente nun der 7,4 Liter große Big-Block-V8-Motor (454 in3) aus der Chevrolet Corvette, dessen Leistung im Hinblick auf die amerikanischen Emissionsbestimmungen mit vergleichsweise bescheidenen 158 kW (215 SAE-PS) angegeben wurde. Das erhöhte Gewicht schlug sich in der Leistungsfähigkeit der Fahrzeuge nieder. Die Spitzengeschwindigkeit sank auf 180 km/h. Zugleich stieg der Verbrauch erheblich. Er betrug nach Angaben von auto motor und sport zwischen 25 und 30 Litern auf 100 Kilometern.
Ein besonderes Gestaltungsdetail der Series III war die Verwendung von Leuchteinheiten des VW Käfer: Auf den vorderen Kotflügeln waren die Blinker des Käfer montiert, und die hinteren Kotflügel trugen die großen runden Rückleuchten (sogenannte Elefantenfüße) des VW Käfer 1303. Der Phaeton war mit einem großen separaten Koffer lieferbar, der am Heck des Wagens installiert war.
Der Excalibur Series III war das bislang erfolgreichste Modell des kleinen Unternehmens. Zwischen 1975 und 1979 entstanden laut einer Quelle 1141 Fahrzeuge, obwohl zur gleichen Zeit einige Konkurrenten, darunter der gebürtige Franzose Alain Clénet mit seinen eigenen auf Ford-Komponenten beruhenden Produkten, auf den amerikanischen Markt drängten.
Die Fahrzeuge waren bei 2845 mm Radstand 4445 mm lang, 1829 mm breit und 1473 mm hoch.
Die vorderen Kotflügel waren lang auslaufend und seitlich verkleidet, im Gegensatz zu früheren Modellen. Zwei Reserveräder waren stehend neben der Motorhaube platziert und meistens verkleidet. Auf der vorderen Stoßstange waren zwei mit Gummi verkleidete Prallflächen, wie es sie vorher auch schon bei einigen Ausführungen gab.
Nachfolger wurde 1980 der größere Excalibur Series IV.

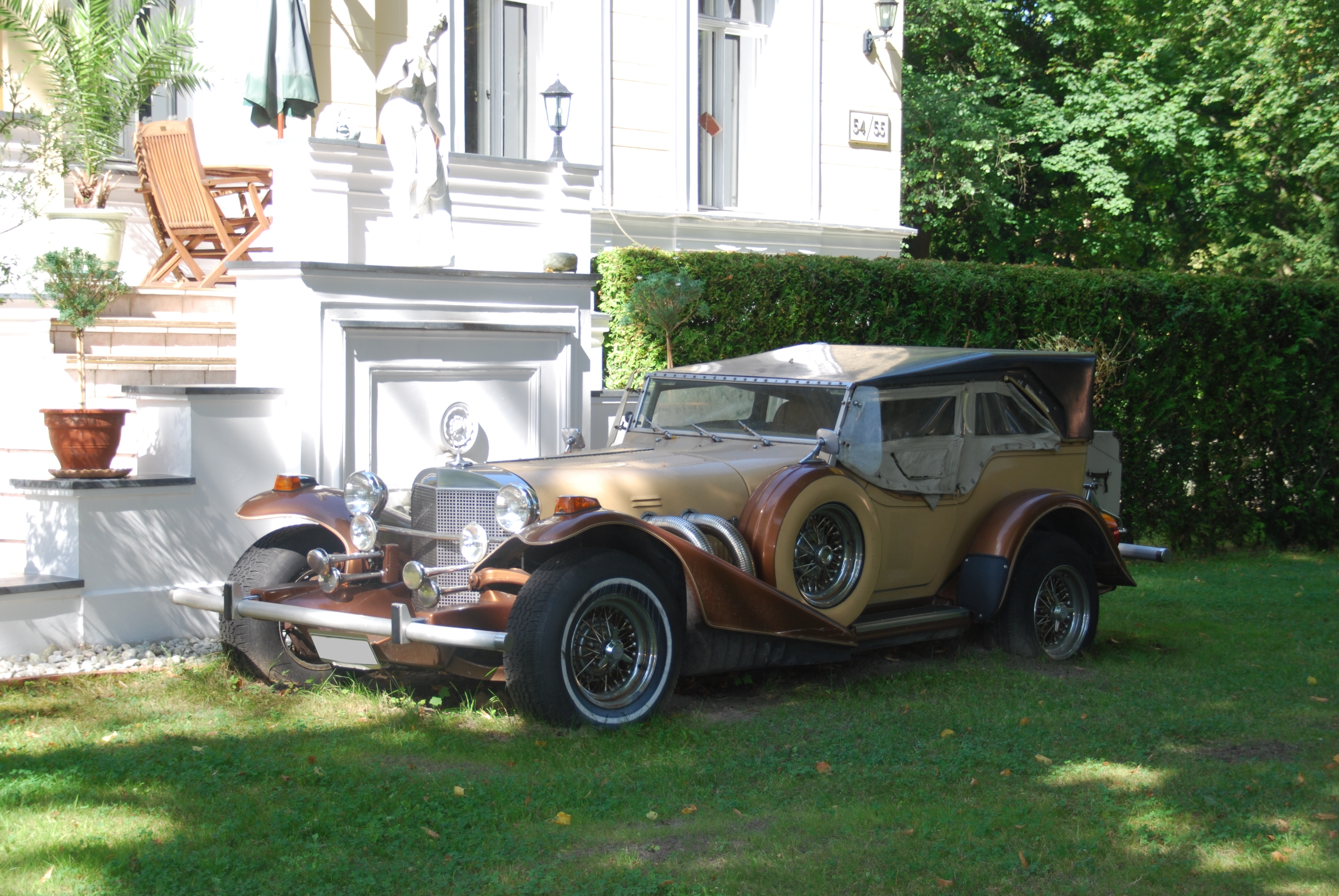
Series III Phaeton
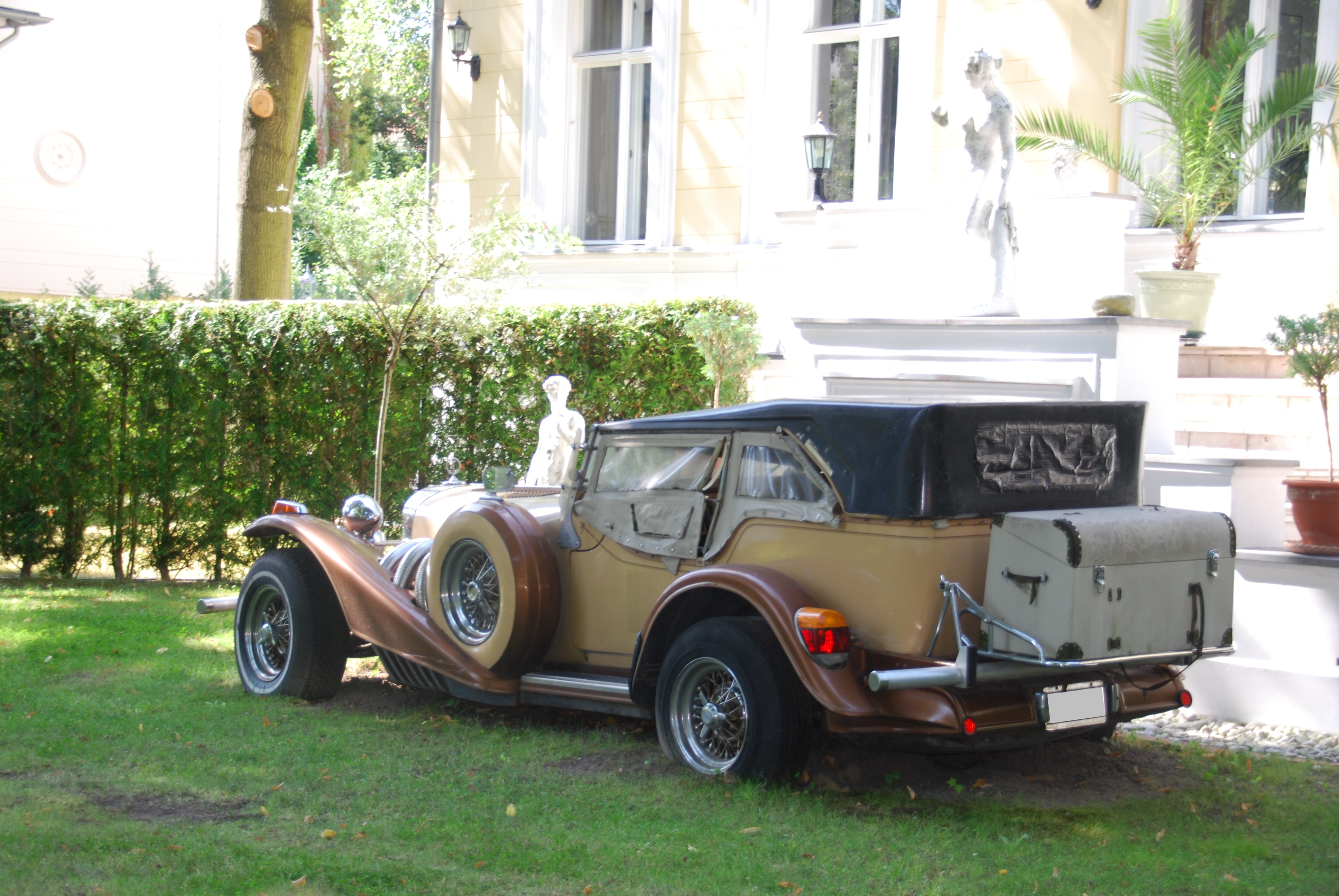
Series III Phaeton; die Rückleuchten stammen vom VW Käfer
Excalibur Series III Phaeton. Die Anpassungen des Vorderwagens an die amerikanischen Sicherheitsbestimmungen sind deutlich erkennbar.

## Produktionszahlen
Zu den Produktionszahlen gibt es unterschiedliche Angaben.
| Jahrgang | Roadster | Phaeton | Gesamt Quelle 1 | Gesamt Quelle 2 |
| -------- | -------- | ------- | --------------- | --------------- |
| 1975     | 8        | 82      | 90              | -               |
| 1976     | 11       | 173     | 184             | 250             |
| 1977     | 15       | 222     | 237             | 250             |
| 1978     | 15       | 248     | 263             | 295             |
| 1979     | 27       | 340     | 367             | 295             |
| 1980     | -        | -       | -               | 95              |
| Summe    | 76       | 1065    | 1141            | 1185            |